# Éliminatoires de la Coupe du monde de football 2014 : zone Afrique, groupe F
Cet article donne les résultats détaillés des matches du groupe F du deuxième tour des éliminatoires de la zone Afrique pour la Coupe du monde 2014. Il est composé du Nigeria, champions d'Afrique 2013, et du Malawi. Deux équipes du premier tour viennent compléter le groupe : il s'agit de l'équipe de Namibie, facile vainqueur (4-0, 4-0) de Djibouti, et du Kenya, tombeur des Seychelles (3-0, 4-0).

## Classement
| Rang | Équipe  | Pts | J | G | N | P | Bp | Bc | Diff |  | Résultats (▼ dom., ► ext.) |     |     |     |     |
| ---- | ------- | --- | - | - | - | - | -- | -- | ---- |  | -------------------------- | --- | --- | --- | --- |
| 1    | Nigeria | 12  | 6 | 3 | 3 | 0 | 7  | 3  | +4   |  | Nigeria                    |     | 2-0 | 1-1 | 1-0 |
| 2    | Malawi  | 7   | 6 | 1 | 4 | 1 | 4  | 5  | -1   |  | Malawi                     | 1-1 |     | 2-2 | 0-0 |
| 3    | Kenya   | 6   | 6 | 1 | 3 | 2 | 4  | 5  | -1   |  | Kenya                      | 0-1 | 0-0 |     | 1-0 |
| 4    | Namibie | 5   | 6 | 1 | 2 | 3 | 2  | 4  | -2   |  | Namibie                    | 1-1 | 0-1 | 1-0 |     |

Le Malawi, le Kenya et la Namibie sont éliminés de la course à la qualification pour la Coupe du monde 2014.
Le Nigeria est qualifié pour le troisième tour.

## Calendrier et résultats
| 1re journée             | Kenya   | 0 – 0 | Malawi | Centre sportif international Moi, Nairobi           |                                                     |
| 2 juin 2012 16:00 UTC+3 |         |       |        | Spectateurs : 14 000 Arbitrage : Éric Otogo-Castane | Spectateurs : 14 000 Arbitrage : Éric Otogo-Castane |
| 2 juin 2012 16:00 UTC+3 | Rapport |       |        | Spectateurs : 14 000 Arbitrage : Éric Otogo-Castane | Spectateurs : 14 000 Arbitrage : Éric Otogo-Castane |

| 3 juin 2012 | Nigeria  | 1 – 0 | Namibie | UJ Esuene Stadium (en), Calabar                      |                                                      |
| 16:00 UTC+1 | Uche 80e |       |         | Spectateurs : 10 000 Arbitrage : Khalid Abdel Rahman | Spectateurs : 10 000 Arbitrage : Khalid Abdel Rahman |
| 16:00 UTC+1 | Rapport  |       |         | Spectateurs : 10 000 Arbitrage : Khalid Abdel Rahman | Spectateurs : 10 000 Arbitrage : Khalid Abdel Rahman |

| 2e journée              | Malawi      | 1 – 1 | Nigeria      | Kamuzu Stadium, Blantyre                                 |                                                          |
| 9 juin 2012 14:30 UTC+2 | Banda 90+3e |       | 89e Egwuekwe | Spectateurs : 25 000 Arbitrage : Rajindraparsad Seechurn | Spectateurs : 25 000 Arbitrage : Rajindraparsad Seechurn |
| 9 juin 2012 14:30 UTC+2 | Rapport     |       |              | Spectateurs : 25 000 Arbitrage : Rajindraparsad Seechurn | Spectateurs : 25 000 Arbitrage : Rajindraparsad Seechurn |

| 9 juin 2012 | Namibie        | 1 – 0 | Kenya | Sam Nujoma Stadium (en), Windhoek             |                                               |
| 18:00 UTC+1 | Botes (en) 75e |       |       | Spectateurs : 12 000 Arbitrage : Joshua Bondo | Spectateurs : 12 000 Arbitrage : Joshua Bondo |
| 18:00 UTC+1 | Rapport        |       |       | Spectateurs : 12 000 Arbitrage : Joshua Bondo | Spectateurs : 12 000 Arbitrage : Joshua Bondo |

| 3e journée               | Nigeria      | 1 – 1 | Kenya           | UJ Esuene Stadium (en), Calabar              |                                              |
| 23 mars 2013 16:00 UTC+1 | Oduamadi 88e |       | 35e Kahata (en) | Spectateurs : 7 475 Arbitrage : Joshua Bondo | Spectateurs : 7 475 Arbitrage : Joshua Bondo |
| 23 mars 2013 16:00 UTC+1 | Rapport      |       |                 | Spectateurs : 7 475 Arbitrage : Joshua Bondo | Spectateurs : 7 475 Arbitrage : Joshua Bondo |

| 23 mars 2013 | Namibie | 0 – 1 | Malawi     | Sam Nujoma Stadium (en), Windhoek                       |                                                         |
| 17:00 UTC+2  |         |       | 71e Mhango | Spectateurs : 5 000 Arbitrage : Mohamed Saïd Kordi (en) | Spectateurs : 5 000 Arbitrage : Mohamed Saïd Kordi (en) |
| 17:00 UTC+2  | Rapport |       |            | Spectateurs : 5 000 Arbitrage : Mohamed Saïd Kordi (en) | Spectateurs : 5 000 Arbitrage : Mohamed Saïd Kordi (en) |

| 4e journée              | Kenya   | 0 – 1 | Nigeria  | Centre sportif international Moi, Nairobi               |                                                         |
| 5 juin 2013 16:00 UTC+3 |         |       | 80e Musa | Spectateurs : 30 000 Arbitrage : Désiré Doué Noumandiez | Spectateurs : 30 000 Arbitrage : Désiré Doué Noumandiez |
| 5 juin 2013 16:00 UTC+3 | Rapport |       |          | Spectateurs : 30 000 Arbitrage : Désiré Doué Noumandiez | Spectateurs : 30 000 Arbitrage : Désiré Doué Noumandiez |

| 5 juin 2013 | Malawi  | 0 – 0 | Namibie | Kamuzu Stadium, Blantyre                         |                                                  |
| 14:30 UTC+2 |         |       |         | Spectateurs : 17 000 Arbitrage : Koman Coulibaly | Spectateurs : 17 000 Arbitrage : Koman Coulibaly |
| 14:30 UTC+2 | Rapport |       |         | Spectateurs : 17 000 Arbitrage : Koman Coulibaly | Spectateurs : 17 000 Arbitrage : Koman Coulibaly |

| 5e journée               | Namibie   | 1 – 1 | Nigeria      | Sam Nujoma Stadium (en), Windhoek                  |                                                    |
| 12 juin 2013 20:00 UTC+1 | Hotto 77e |       | 82e Oboabona | Spectateurs : 9 000 Arbitrage : Mensur Maeruf (hu) | Spectateurs : 9 000 Arbitrage : Mensur Maeruf (hu) |
| 12 juin 2013 20:00 UTC+1 | Rapport   |       |              | Spectateurs : 9 000 Arbitrage : Mensur Maeruf (hu) | Spectateurs : 9 000 Arbitrage : Mensur Maeruf (hu) |

| 12 juin 2013 | Malawi                     | 2 – 2 | Kenya                           | Kamuzu Stadium, Blantyre                             |                                                      |
| 14:30 UTC+2  | Ngalande 47e · Ng'ambi 81e |       | 53e Murunga · 88e (csc) Chavula | Spectateurs : 13 000 Arbitrage : Ali Mohamed Adelaïd | Spectateurs : 13 000 Arbitrage : Ali Mohamed Adelaïd |
| 14:30 UTC+2  | Rapport                    |       |                                 | Spectateurs : 13 000 Arbitrage : Ali Mohamed Adelaïd | Spectateurs : 13 000 Arbitrage : Ali Mohamed Adelaïd |

| 6e journée       | Nigeria                          | 2 – 0 | Malawi |  |  |
| 6 septembre 2013 | Emenike 45+1e · Moses 50e (pen.) |       |        |  |  |
| 6 septembre 2013 | Rapport                          |       |        |  |  |

| 6 septembre 2013 | Kenya    | 1 – 0 | Namibie |  |
|                  | Owino 6e |       |         |  |
|                  | Rapport  |       |         |  |

## Buteurs
| Pos | Joueur              | Pays    | Buts |
| --- | ------------------- | ------- | ---- |
| 1   | Francis Kahata (en) | Kenya   | 1    |
| 1   | Andrew Murunga      | Kenya   | 1    |
| 1   | David Owino         | Kenya   | 1    |
| 1   | John Banda          | Malawi  | 1    |
| 1   | Gabadinho Mhango    | Malawi  | 1    |
| 1   | Robin Ngalande      | Malawi  | 1    |
| 1   | Robert Ng'ambi      | Malawi  | 1    |
| 1   | Henrico Botes (en)  | Namibie | 1    |
| 1   | Deon Hotto          | Namibie | 1    |
| 1   | Azubuike Egwuekwe   | Nigeria | 1    |
| 1   | Emmanuel Emenike    | Nigeria | 1    |
| 1   | Victor Moses        | Nigeria | 1    |
| 1   | Ahmed Musa          | Nigeria | 1    |
| 1   | Godfrey Oboabona    | Nigeria | 1    |
| 1   | Nnamdi Oduamadi     | Nigeria | 1    |
| 1   | Ikechukwu Uche      | Nigeria | 1    |

But contre son camp
- Moses Chavula (pour le Kenya )